# Anders Iwers
Anders Iwers (ur. 6 października 1972 w Göteborgu) – szwedzki muzyk, kompozytor i instrumentalista. Anders Iwers znany jest przede wszystkim jako basista grupy Tiamat, której jest członkiem od 1996 roku. W 2008 roku wraz z zespołem uzyskał nominację do nagrody szwedzkiego przemysłu muzycznego Grammis. Poprzednio występował jako gitarzysta i basista w takich zespołach jak: Desecrator, Ceremonial Oath, Cemetary, In Flames, Mercury Tide i Rickshaw. Jako muzyk koncertowy współpracował także z włoskim zespołem Lacuna Coil. Jest starszym bratem basisty formacji In Flames – Petera Iwersa.
W 2015 roku jako muzyk koncertowy dołączył do zespołu Dark Tranquillity. Rok później został oficjalnym członkiem tejże formacji.

## Wybrana dyskografia
- Tiamat - A Deeper Kind of Slumber (1997, Century Media Records)
- Tiamat - Skeleton Skeletron (1999, Century Media Records)
- Tiamat - Judas Christ (2002, Century Media Records)
- Tiamat - Prey (2003, Century Media Records)
- Tiamat - Amanethes (2008,  Nuclear Blast)
- Tiamat - The Scarred People (2012, Napalm Records)
- Avatarium - All I Want (EP, 2014, Nuclear Blast, gościnnie)
- Avatarium - The Girl with the Raven Mask (2015, Nuclear Blast, gościnnie)
- Dark Tranquillity - Atoma (2016, Century Media Records)